# Рудольф, Вилма
Вилма Глодеан Ру́дольф (англ. Wilma Glodean Rudolph; 23 июня 1940, Сент-Бентлехем, Теннесси, США — 12 ноября 1994, Брентвуд, Теннесси, США) — американская легкоатлетка, трёхкратная олимпийская чемпионка 1960 года на дистанциях 100 и 200 метров, а также в эстафете 4×100 метров. Экс-рекордсменка мира на дистанциях 100 и 200 метров, а также в эстафете 4×100 метров. За свои изящество и скорость получила от поклонников целый ряд прозвищ: в Италии её называли «Чёрная газель» (итал. La Gazzella Negra), во Франции — «Чёрная жемчужина» (фр. La Perle Noire), в Америке — «Торнадо».

## Биография
Рудольф родилась недоношенной с весом 2,0 кг (4,5 фунта) 23 июня 1940 года в Сент-Бентлехеме, штат Теннесси (ныне часть Кларксвилла, Теннесси). Она была двадцатой из 22 братьев и сестёр от двух браков её отца. Вскоре после рождения Вилмы её семья переехала в Кларксвилл, где она выросла и посещала начальную и среднюю школу. Её отец, Эд, который работал железнодорожником и имел случайный заработок в Кларксвилле, умер в 1961 году; её мать, Бланш, работала горничной в домах Кларксвилля и умерла в 1994 году.
Рудольф страдала от нескольких ранних детских болезней, включая пневмонию и скарлатину, а в возрасте пяти лет заболела детским параличом (вызванным вирусом полиомиелита). Она выздоровела от полиомиелита, но потеряла возможность нормально наступать на левую ступню. Будучи инвалидкой на протяжении большей части своего детства, Рудольф носила скобу для ног до двенадцати лет. Поскольку в 1940-х годах афроамериканцам, проживавшим в Кларксвилле, оказывалось мало медицинской помощи, родители Вилмы искали лечение для неё в исторически «чёрном» медицинском колледже Мехарри (ныне Нэшвиллская больница общего профиля в Мехарри) в Нэшвилле (штат Теннесси), примерно в 80 км от Кларксвилля.
В течение двух лет Рудольф и её мать совершали еженедельные поездки на автобусе в Нэшвилл для лечения, чтобы восстановить работоспособность её ослабленной ноги. Она также получала последующие домашние массажные процедуры четыре раза в день от членов её семьи и ещё два года носила ортопедическую обувь. Благодаря лечению, которое она получила в Мехарри и ежедневным массажам, в 12 лет Рудольф смогла преодолеть изнурительные последствия полиомиелита и научилась ходить без ортеза или ортопедической обуви.
Изначально Рудольф обучалась на дому из-за частых болезней, которые заставляли её пропускать детский сад и первый класс. Она начала посещать второй класс в начальной школе Кобба в Кларксвилле в 1947 году, когда ей было семь лет. Рудольф посещала среднюю школу Берта в Кларксвилле, где она имела успехи в баскетболе и легкой атлетике. В старших классах средней школы Рудольф забеременела своим первым ребёнком, Иоландой, которая родилась в 1958 году, за несколько недель до её поступления в Университет штата Теннесси в Нэшвилле. В университете Рудольф продолжала соревноваться в беге. Она также стала членом клуб Дельта Сигма Тета (ΔΣΘ). В 1963 году Рудольф окончила университет со степенью бакалавра в области образования. Обучение Рудольф в университете было оплачено благодаря её участию в программе стипендий для учёбы, которая требовала от неё работы в кампусе университета по два часа в день.

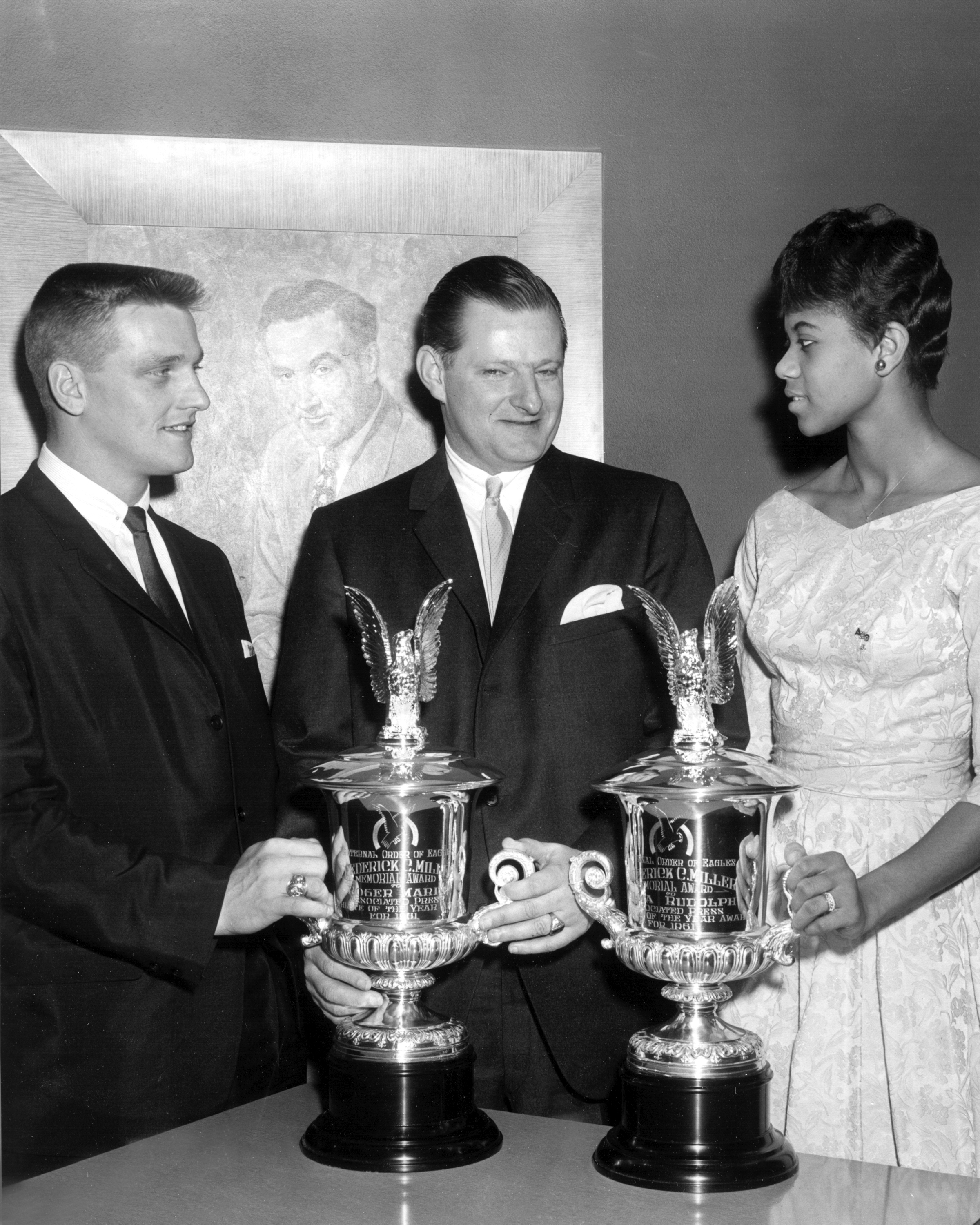
Вилма Рудольф (справа)

В октябре 1961 года вышла замуж за Уильяма Уорда, легкоатлета Центрального университета Северной Каролины, с которым развелась спустя 17 месяцев, в мае 1962, по причине «жестокого и бесчеловечного обращения». В 1963 году вышла замуж за Роберта Элдриджа, в браке родила 4 детей: Йоланда (род. 1958, ещё до первого замужества Вилмы), Джуанна (род. 1964), Роберт (род. 1965), Ксарри (род. 1971). Вилма и Роберт развелись спустя 17 лет после их брака.
25 марта 1969 года почта Монголии выпустила серию почтовых марок (№ 520—527 + почтовый блок № 120). На марке № 524 номиналом 30 монге изображена Вилма Рудольф.
В 1983 году имя Рудольф было включено в Зал олимпийской Славы США.
Летом 1994 года, вскоре после смерти её матери, у Вилмы была диагностирована опухоль головного мозга, и в ноябре того же года она скончалась в возрасте 54 лет. На похороны Рудольф собрались тысячи её поклонников, в Теннесси были приспущены государственные флаги. В 1997 году губернатор Теннесси Дон Сандквист объявил, что 23 июня (день рождения Вилмы) будет отмечаться в штате как День Вилмы Рудольф.

## Спортивная карьера

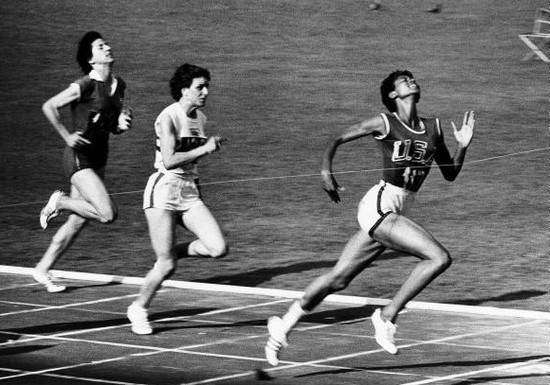
Рудольф (справа) побеждает на 100-метровке на Олимпиаде 1960 года

В 16 лет попала в сборную США по лёгкой атлетике на Олимпийских играх в Мельбурне, где выиграла бронзу в эстафете 4×100 метров.
Подлинный триумф ждал Вилму на Олимпиаде 1960 года в Риме. На дистанции 100 метров в полуфинале она повторила мировой рекорд (11,3 сек), а в финале 2 сентября показала высочайший результат 11,0 сек, даже с учётом того факта, что попутный ветер (+2,8 м/с) превышал норму, и поэтому мировой рекорд не был зафиксирован. Прибежавшая второй, 19-летняя британка Дороти Хаймен отстала на 0,3 сек.

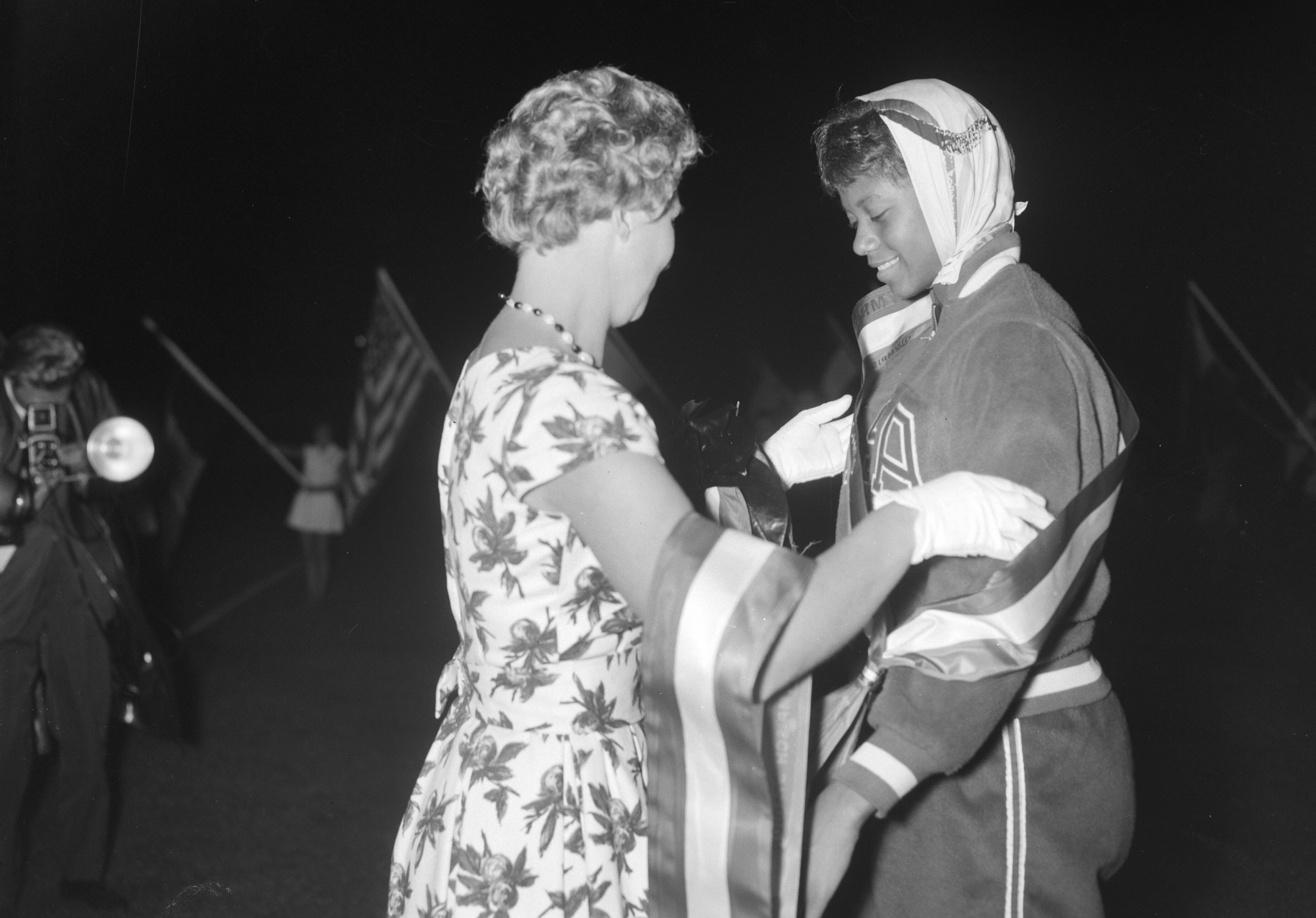
Вилма Рудольф в 1960 году

На дистанции 200 метров Вилма также была безоговорочной фавориткой: в июле 1960 года она установила мировой рекорд — 22,9 сек. В первом предварительном забеге она установила новый олимпийский рекорд (23,2 сек), а в финале 5 сентября все ждали нового мирового рекорда. Однако на этот раз ветер на Олимпийском стадионе был встречным, поэтому Рудольф показала лишь 24,0 сек, на 0,4 сек опередив 19-летнюю немку Ютту Хайне. Для американок это было первое в истории золото на Олимпийских играх на 200-метровке, которая была включена в олимпийскую программу в 1948 году.

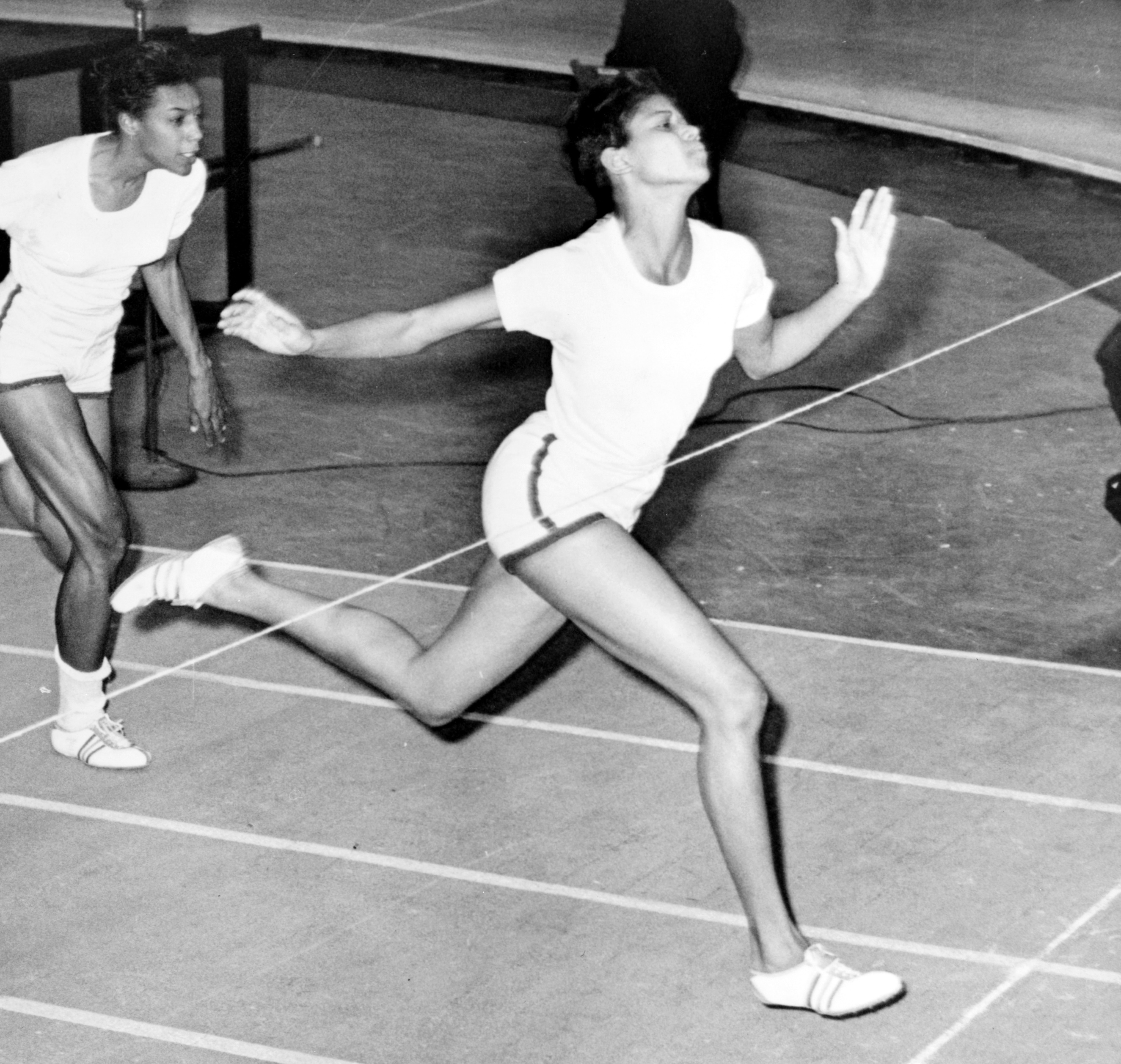
Вилма Рудольф в 1961 году

Третье золото в Риме Вилма выиграла 8 сентября в финале эстафеты 4×100 метров. После первых трёх этапов американки занимали второе место, и Вилма получила эстафетную палочку в двух метрах позади немки Хайне. Однако немка не смогла ничего поделать на финишной прямой с американкой — благодаря Рудольф сборная США выиграла олимпийское золото с новым мировым рекордом (44,5 сек). Примечательно, что сборная США была полностью составлена из представительниц штата Теннесси: Марта Хадсон, Люсинда Уильямс, Барбара Джонс (олимпийская чемпионка 1952 года в этой же эстафете) и Вилма Рудольф. Рудольф стала первой американкой, выигравшей три золота в лёгкой атлетике на одних Играх.
В 1960 и 1961 годах Вилма признавалась лучшей женщиной-спортсменкой по версии Ассошиэйтед Пресс.
Уже через 2 года после Игр в Риме Рудольф завершила свою спортивную карьеру, напоследок выступив на матчевой встрече сборных США и СССР. Рекорд Вилмы на 200-метровке (22,9 сек), установленный в июле 1960 года, был побит 5 лет спустя знаменитой польской бегуньей Иреной Шевиньской, показавшей результат 22,7 сек. На 100-метровке рекорд Рудольф (11,2 сек), установленный в 1961 году, также был побит Шевиньской в 1965 году (11,1 сек).